# Hubertus Czernin
Hubertus Czernin (* 17. Jänner 1956 in Wien; † 10. Juni 2006 ebenda) war ein österreichischer Journalist und Verleger.

## Leben
Hubertus Czernin war der jüngste von fünf Söhnen von Felix Czernin von und zu Chudenitz (1902–1968) und dessen zweiter Frau Franziska, geborene Mayer-Gunthof (1926–1987). Czernins Halbbruder Paul (* 1934) entstammt der ersten Ehe (1933–1950) seines Vaters mit der Italienerin Anna Leopoldina, geborene Contessa Ceschi a Santa Croce (* 1914; geschieden 1950), die über ihre Mutter dem ehemaligen deutschen Fürstenhaus Ysenburg und Büdingen entstammt. 
Einer ehemals adeligen Industriellenfamilie entstammend, fühlte er sich selbst „politisch von Prag und Paris 1968“ geprägt.
Nach dem Studium der Geschichte, Kunstgeschichte und Politikwissenschaften arbeitete er ab 1979 als Journalist, zunächst als freier Mitarbeiter für die Wochenpresse und ab 1984 beim Nachrichtenmagazin profil. Hier war er 1986 maßgeblich an der Aufdeckung der Kriegsvergangenheit des für das Amt des Bundespräsidenten kandidierenden Kurt Waldheim („Waldheim-Affäre“) beteiligt. 1992 wurde er profil-Herausgeber.
1995 standen Czernin und sein Kollege Josef Votzi knapp vor der Kündigung, weil der Eigentümervertreter Christian Konrad von der Veröffentlichung der Missbrauchsanschuldigungen gegen Hans Hermann Kardinal Groër nicht vorab informiert worden war. Nach Erscheinen einer profil-Ausgabe, deren Titelseite eine Bildmontage mit dem Kopf des damaligen Bundeskanzlers Franz Vranitzky auf einem nackten Körper zeigte, wurde Czernin 1996 trotz Protesten der Redaktion und auch politischer Parteien wie der Grünen, des Liberalen Forums und der FPÖ gekündigt.
Von 1998 bis 1999 war er geschäftsführender Gesellschafter des Fritz Molden Verlages. 1999 gründete er den Czernin Verlag, in dem er sich ansonsten vernachlässigten und kontroversiellen Themen widmete, ausgehend von der österreichischen Kultur- und Geistesgeschichte. Im Rahmen dieser Tätigkeit galt seine Arbeit insbesondere dem Kunstraub durch die Nationalsozialisten in der Zeit der nationalsozialistischen Herrschaft in Österreich und der Restitution von Kunstgütern.
2005 brachte er dabei die Frage ins Rollen, warum mehrere Bilder Gustav Klimts aus der staatlichen Österreichischen Galerie Belvedere Jahrzehnte nach dem Ende der NS-Herrschaft noch immer nicht an Maria Altmann und die anderen Erben der nach dem „Anschluss“ enteigneten ursprünglichen Besitzer zurückgestellt waren. Im 2015 zu diesem Thema herausgebrachten britisch-US-amerikanischen Film Die Frau in Gold wurde Czernin, einer der wenigen österreichischen Unterstützer von Altmanns letztlich erfolgreicher Rückgabeforderung, von Daniel Brühl verkörpert; wie Olga Kronsteiner schrieb, wurde Czernins tatsächliche Bedeutung in der Causa aber im Film zugunsten der Rolle des Anwalts Schoenberg reduziert.
Hubertus Czernin litt an einer chronischen Mastozytose, die schließlich zum Tod führte.

## Familie
Czernin war in erster, kinderloser Ehe von 1979 bis 1981 mit Christina (Teresa), geborene Szapáry (* 1958) verheiratet. Aus seiner zweiten Ehe seit 1984 mit Valerie, geborene Baratta-Dragono (* 1961), war er Vater dreier Töchter.
Mütterlicherseits war Czernin ein Enkel von Franz Josef Mayer-Gunthof. Kardinal Christoph Schönborn bezeichnete Czernin als seinen Cousin.

## Publikationen
- Der Haider-Macher. Franz Vranitzky und das Ende der alten Republik. Ibera-und-Molden-Verlag, Wien 1997, ISBN 978-3-900436-41-4.
- Das Buch Groer. Hans Hermann Groër. April 1998 und 2. verbesserte Aufl. Juni 1998, jeweils Klagenfurt
- Die Auslöschung. Der Fall Thorsch. Alfons Thorsch. Molden, Wien 1998, ISBN 978-3-85485-019-9.
- Die Fälschung. Czernin Verlag, Wien 1999.
  - Band 1: Der Fall Bloch-Bauer. Adele Bloch-Bauer.
  - Band 2: Der Fall Bloch-Bauer und das Werk Gustav Klimts.
- Jahr des Erwachens. Eine jüdische Geschichte. Czernin Verlag, Wien 2000, ISBN 978-3-7076-0001-8.
- Wofür ich mich meinetwegen entschuldige. (2000 Hrsg.)
- Der Westentaschen-Haider. (2000, Hrsg.)
- Was von Jörg Haider bleibt. Notizen. Czernin Verlag, Wien 2003, ISBN 978-3-7076-0163-3.
- Sophie Czernin (Hrsg.): Über Totschweigen und Schönreden. Gesammelte journalistische Schriften. Aufsatzsammlung, 5 Bände, Czernin Verlag, Wien 2007.
  - Band 1: Österreich in der Geschichte; Der Fall Kurt Waldheim; Gestohlene Kunst
  - Band 2: Innenpolitik 1
  - Band 3: Innenpolitik 2
  - Band 4: Innenpolitik 3; Bagdad und anderswo 1
  - Band 5: Bagdad und anderswo 2; Medienwelt Österreich; Land und Leute; Porträts; Gesamtinhalt; Namensregister
- Sophie Czernin (Hrsg.): Die Interviews. Czernin Verlag, Wien 2016, ISBN 978-3-7076-0577-8.

## Auszeichnungen
- 1996: Preis der Stadt Wien für Publizistik
- 2000: Friedrich Torberg-Medaille[6]